# Diego Rivera
Diego Rivera, nascido Diego Maria de la Concepcion Juan Nepomuceno Estanislao de la Rivera y Barrientos Acosta y Rodríguez (Guanajuato, 8 de dezembro de 1886 - San Ángel, Cidade do México, 24 de novembro de 1957), de origem judaica, foi um dos maiores pintores mexicanos, casado por quatro vezes, incluindo um tumultuoso casamento com Frida Kahlo.

## Trajetória
Diego Rivera desde sempre quis ser pintor e todos percebiam ter talento para isso. Ao ficar adulto, após estudar pintura na adolescência, participou da Academia de San Pedro Alvez, na Cidade do México, partindo para a Europa, beneficiado por uma bolsa de estudos, onde ficou de 1907 até 1921. Esta experiência enriqueceu-o muito em termos artísticos, pois teve contato com vários pintores da época, como Pablo Picasso, Salvador Dalí, Juan Miró e o arquiteto catalão Antoni Gaudí, que influenciaram a sua obra. Nesta época começou a trabalhar num ateliê em Madrid, Espanha.
Acreditava que somente o mural poderia redimir artisticamente um povo que esquecera a grandeza de sua civilização pré-colombiana durante séculos de opressão estrangeira e de espoliação por parte das oligarquias nacionais, culturalmente voltadas para a metrópole espanhola. Assim como os outros muralistas, considerava burguesa a pintura de cavalete, pois na maior parte dos casos as telas ficavam confinadas em coleções particulares. Dentro deste conceito, realizou gigantescos murais que contavam a história política e social do México, mostrando a vida e o trabalho do povo mexicano, seus heróis, a terra, as lutas contra as injustiças, as inspirações e aspirações.
Em 1930 Rivera foi para os Estados Unidos, onde permaneceu por 4 anos, pintando vários murais, inclusive no Rockefeller Center, em Nova York, o qual foi eliminado antes de sua conclusão, pois empreendia uma dura crítica ao sistema capitalista. Rivera era comunista e sua ideologia transparece com clareza entre os temas de sua obra.
Rivera era ateu e enfrentou grandes problemas por isso, sofrendo muitos preconceitos. O seu mural Sonho de uma tarde dominical na Alameda Central retratava Ignacio Ramírez (escritor, poeta, jornalista, advogado, político e ideólogo liberal mexicano) segurando um cartaz que dizia: "Deus não existe". Este trabalho causou indignação, mas Rivera recusou-se a retirar a inscrição. A pintura não foi exposta por nove anos. Depois de concordar em retirar a inscrição, o pintor declarou: "Para afirmar 'Deus não existe', eu não tenho que me esconder atrás de Don Ignacio Ramírez. Eu sou ateu e considero as religiões uma forma de neurose coletiva".

## Vida pessoal
Rivera é de origem judaica sefardita. Em 1935, ele escreveu: "Meu judaísmo é o elemento dominante em minha vida".
Foi casado quatro vezes. A sua primeira esposa foi a pintora russa Angelina Beloff, e com ela Diego teve um menino em 1916 - a criança morreu pouco depois de completar um ano. Após dez anos de casados, Angelina morre, e Diego entra em depressão. Casa-se em seguida com Guadalupe Marín, com quem teve duas filhas. Em 1929, casa-se  com Frida Kahlo, que veio a falecer em 1954. No ano seguinte, casou-se com Emma Hurtado, sua quarta e última esposa.
Diego teve vários relacionamentos extraconjugais. Seu relacionamento com a pintora mexicana Frida Kahlo foi bastante conturbado em razão das mútuas infidelidades. Se, por um lado Diego a traía com frequência, Frida não deixava por menos. Ela era bissexual, e ele aceitava que a esposa tivesse relacionamentos com outras mulheres, mas não com outros homens. A frustração no casamento ainda foi alimentada pelo fato de Diego querer ter filhos, mas Frida, em consequência de um grave acidente sofrido anos antes, não conseguia manter uma gravidez até o final, tendo abortado várias vezes.
Ainda casado com Frida, Diego envolveu-se com sua cunhada, Cristina, e tornou-se amante dela. Frida os teria flagrado juntos, tido um ataque histérico e cortado os próprios cabelos. Rivera abandonou Cristina, que foi embora, e tentou uma reconciliação com Frida, mas sem sucesso. Rivera continuou entre bebidas e mulheres. Após um tempo separados, Frida e Rivera se reconciliam, mas cada um morando em suas respectivas casas.
Em 1954 ficou viúvo pela segunda vez. Frida tivera graves problemas de saúde, em função do acidente que sofrera. Oficialmente, ela morreu de pneumonia, embora a hipótese de suicídio não tenha sido descartada.
Depois da morte de Frida Kahlo, em junho de 1954, Diego Rivera casou-se, em 1955, com Emma Hurtado. Diagnosticado de câncer, viajou com ela para a União Soviética, a fim de ser tratado. No início de 1956, ele anunciou estar curado, graças a um tratamento com cobalto, e retornou à Cidade do México.
Diego Rivera faleceu em 24 de novembro de 1957, de insuficiência cardíaca, em San Ángel, Cidade do México, na sua casa-estúdio atualmente conhecida como Museu Casa Estúdio Diego Rivera e Frida Kahlo. Seus restos mortais foram depositados na Rotunda das Pessoas Ilustres, contrariando a sua última vontade, que seria ter suas cinzas misturadas com as de Frida e serem mantidas na residência do casal.

## Galeria

### Murais

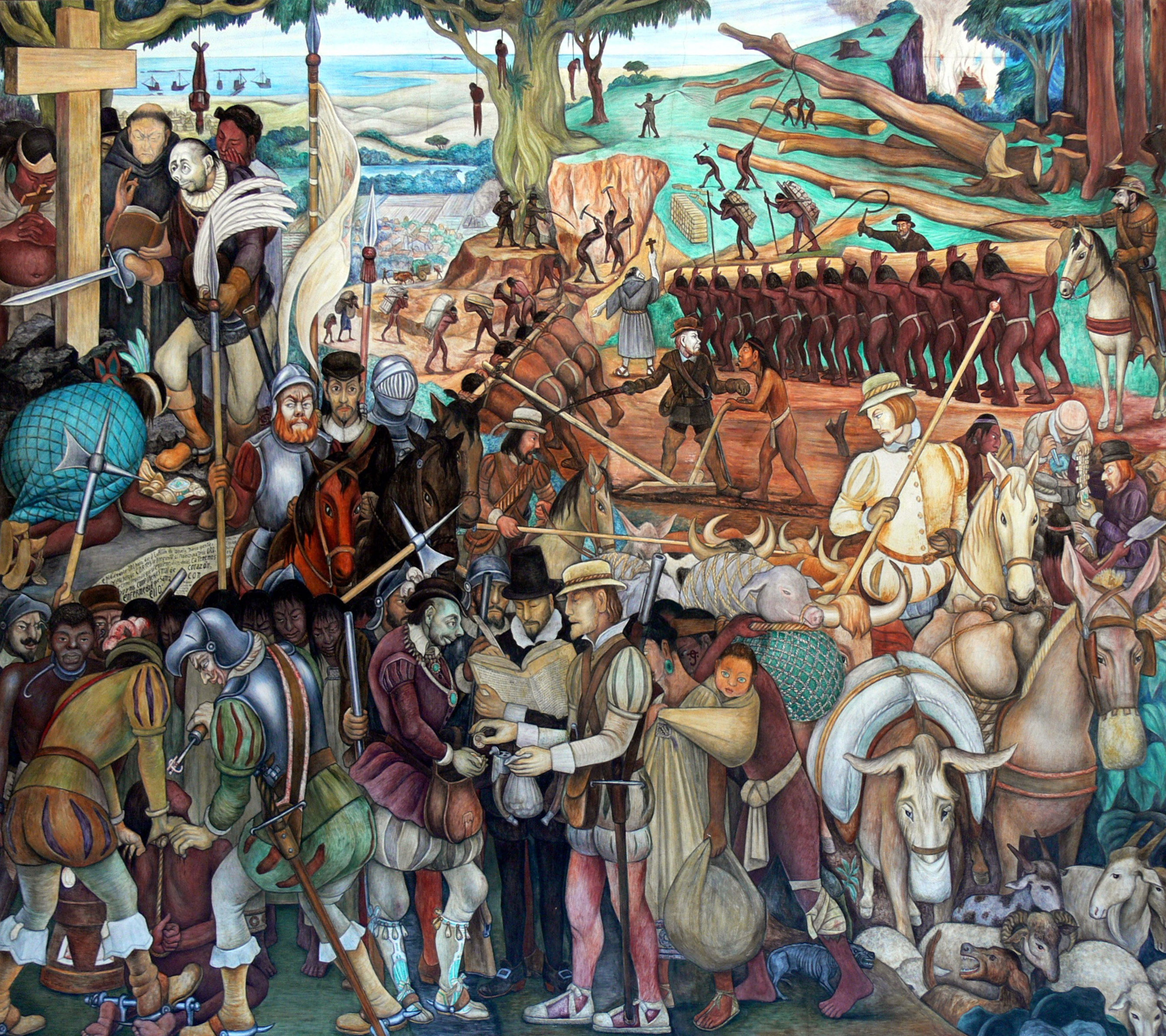
Mural de exploração do México pelos conquistadores espanhóis, Palacio Nacional, Cidade do México (1929–1945)
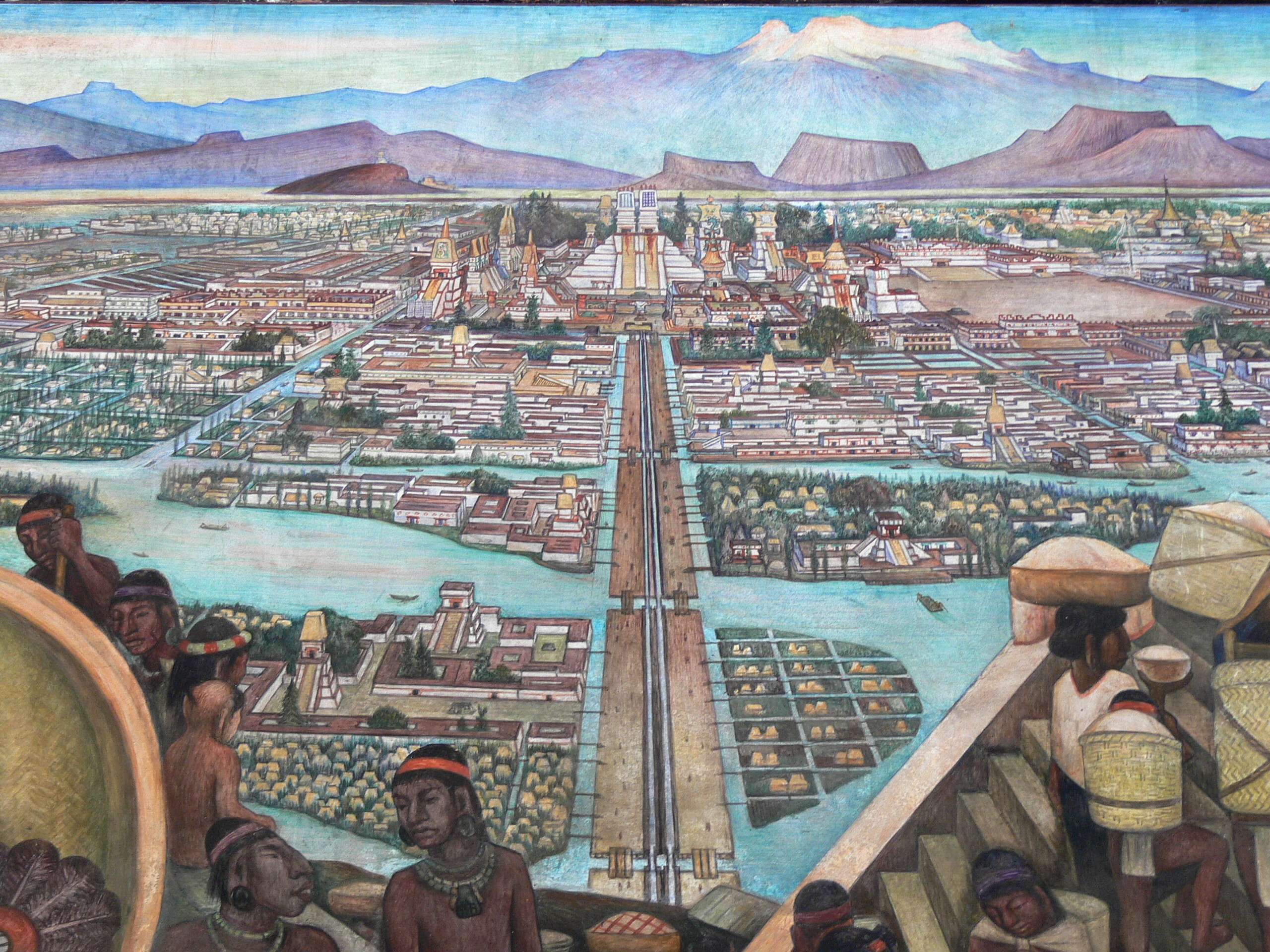
Mural da cidade asteca de Tenochtitlan, Palacio Nacional, Cidade do México
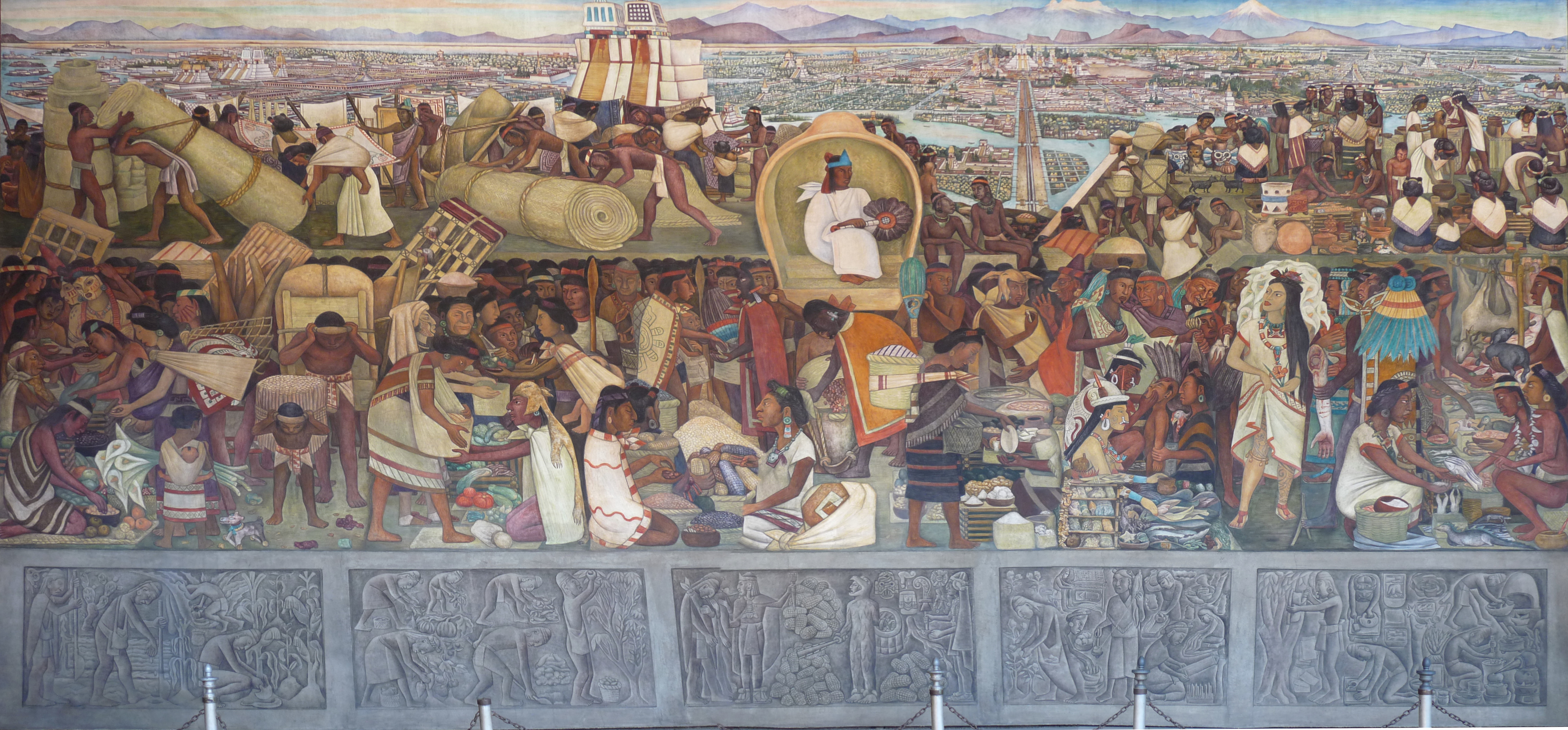
Mural do mercado asteca de Tlatelolco, Palacio Nacional, Cidade do México
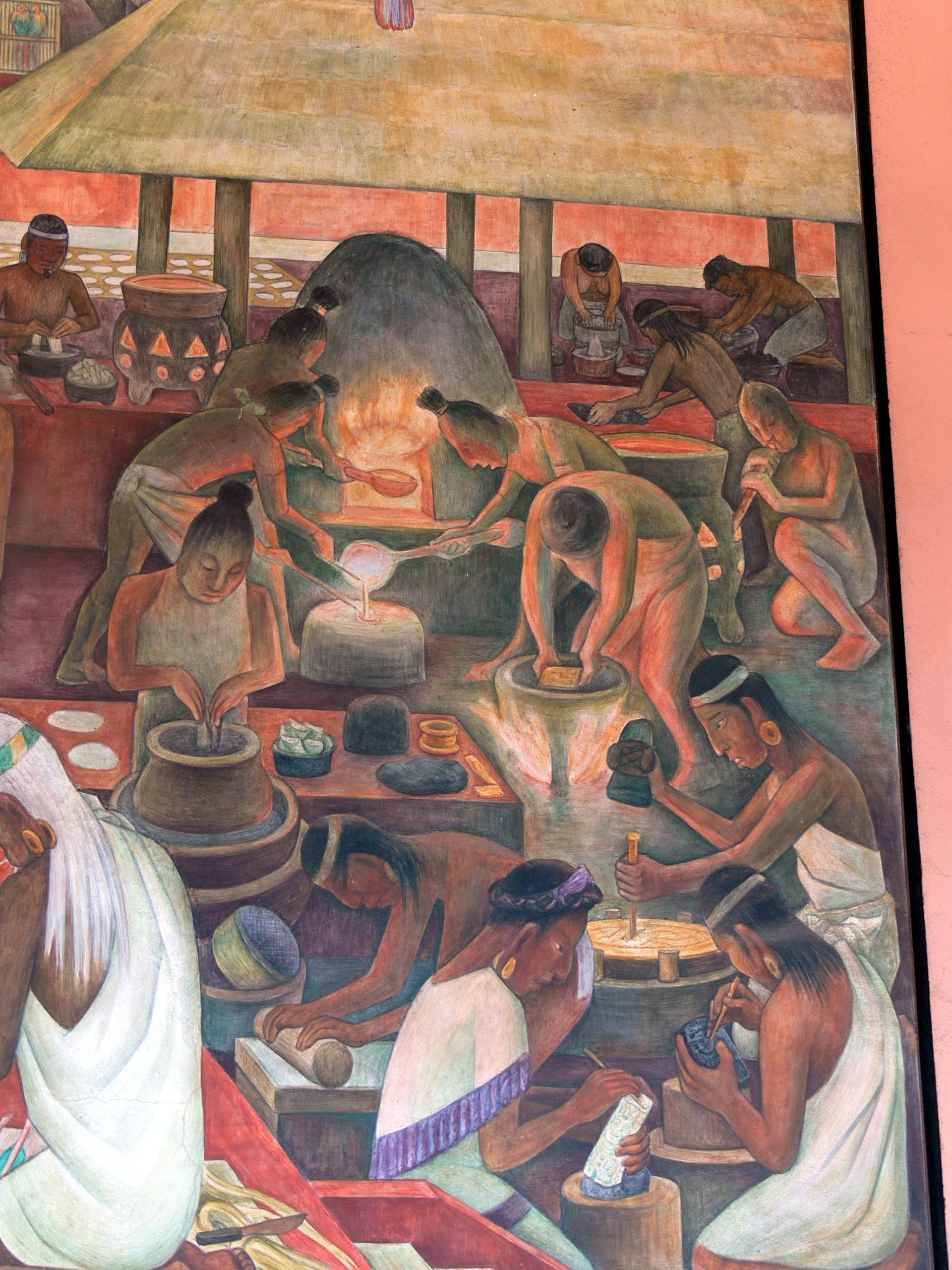
Mural que mostra a produção asteca de ouro, Palacio Nacional, Cidade do México
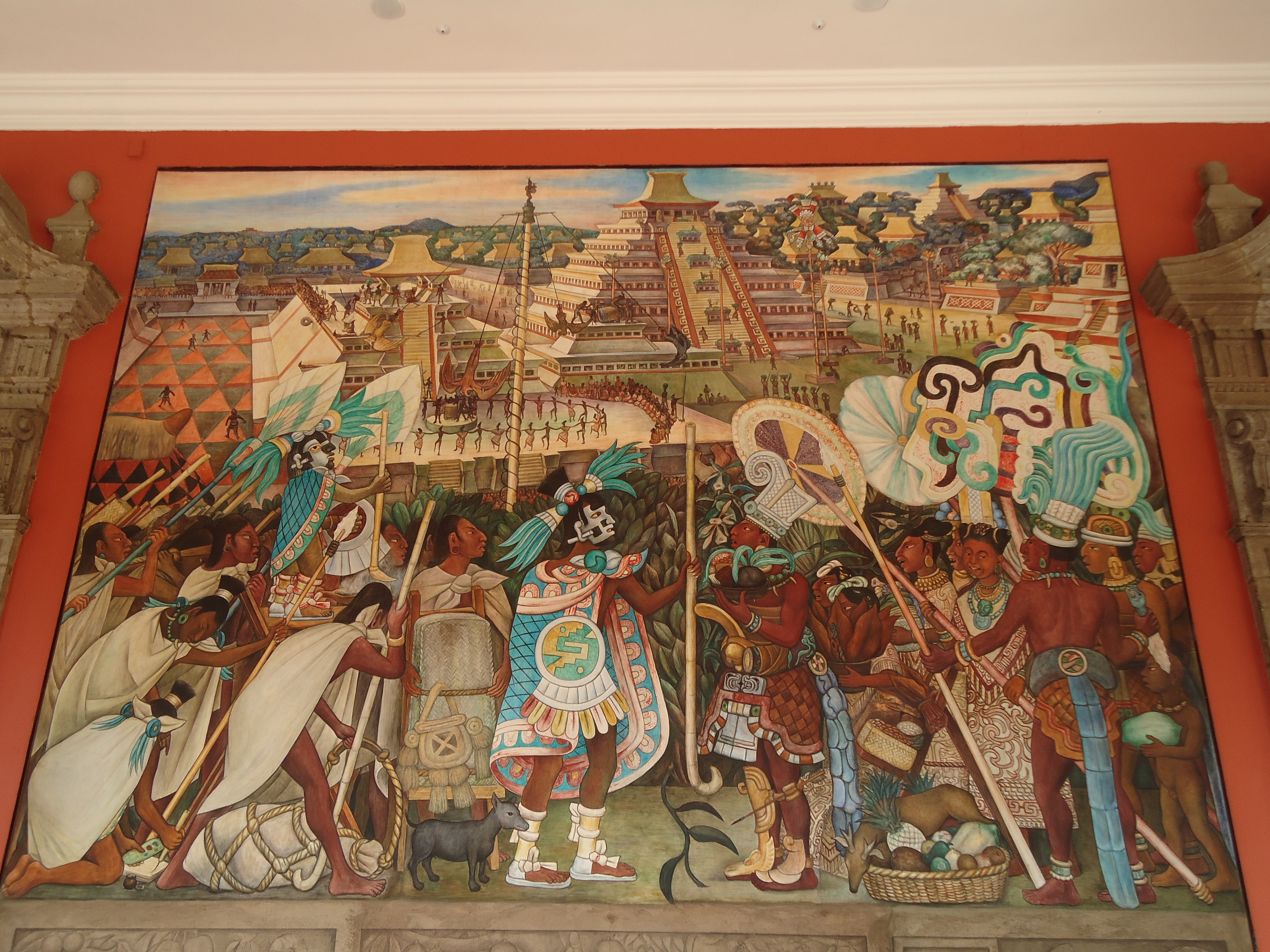
Mural mostrando as celebrações e cerimônias de Totonaca, Palacio Nacional, Cidade do México
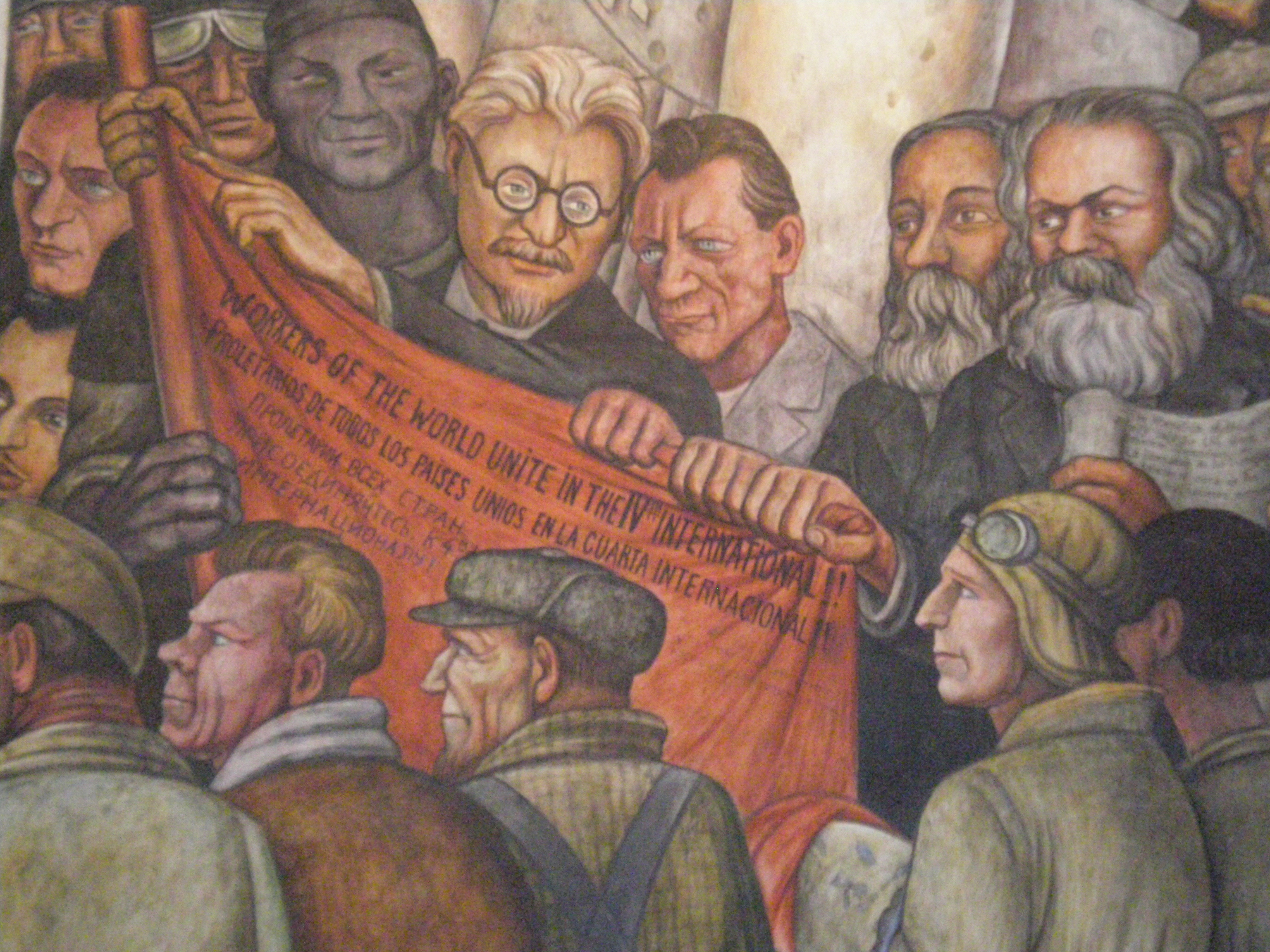
Detalhe do Homem, Controlador do Universo , afresco no Palacio de Bellas Artes mostrando Leon Trotsky, Friedrich Engels, and Karl Marx
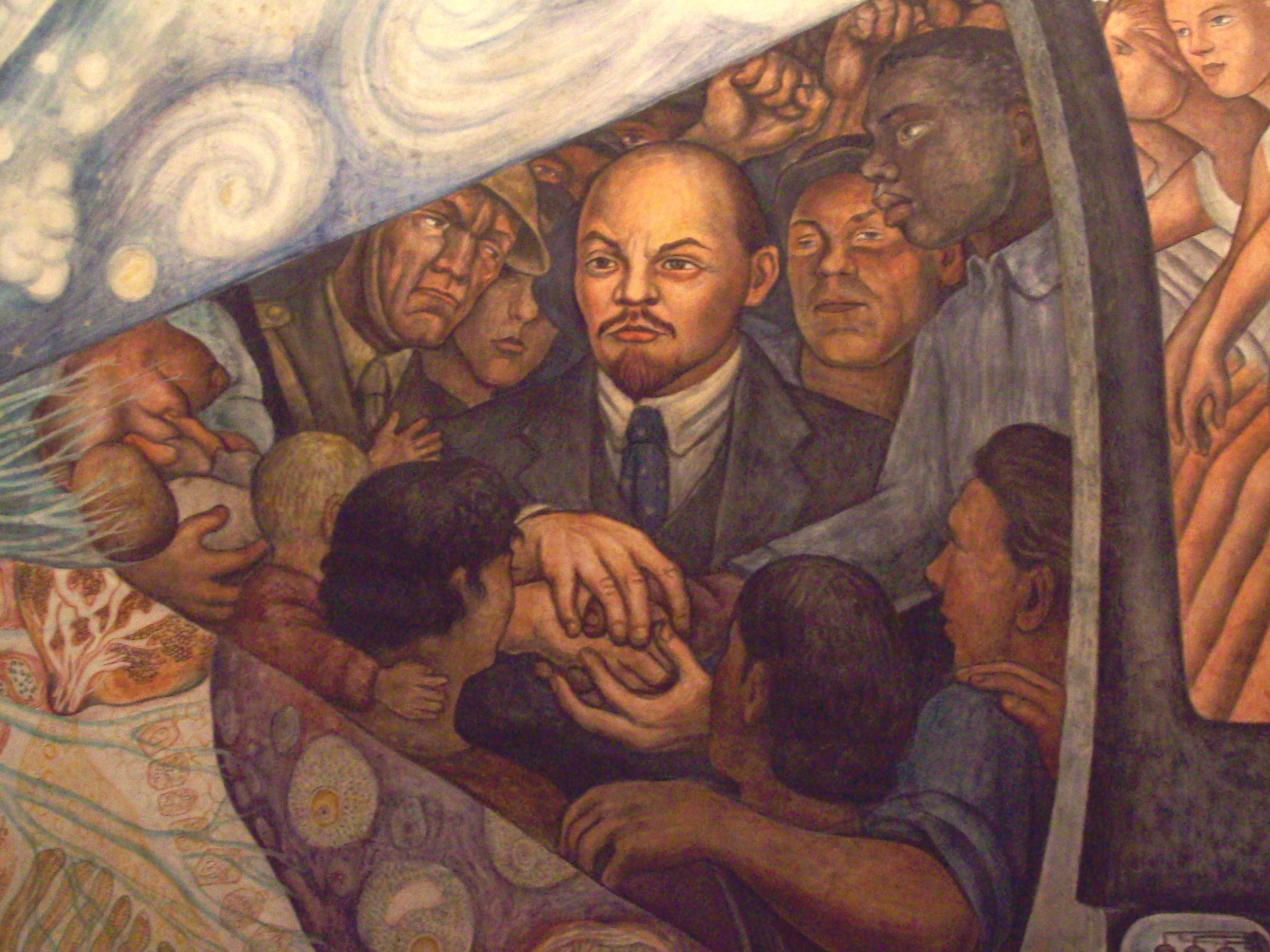
Detalhe do Homem, Controlador do Universo, afresco no  Palacio de Bellas Artes mostrando Vladimir Lenin
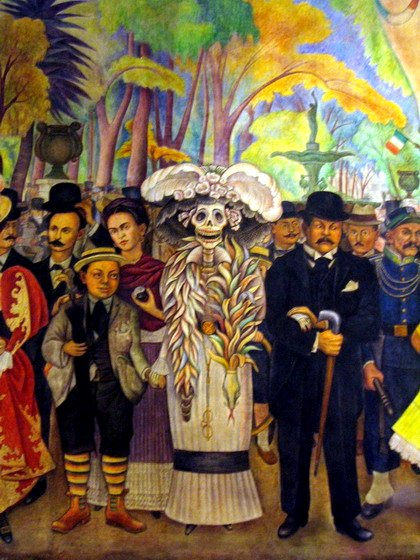
Mural Sueño de una Tarde Dominical em la Alameda Central na Cidade do México, com Rivera e Frida Kahlo ao lado de La Calavera Catrina
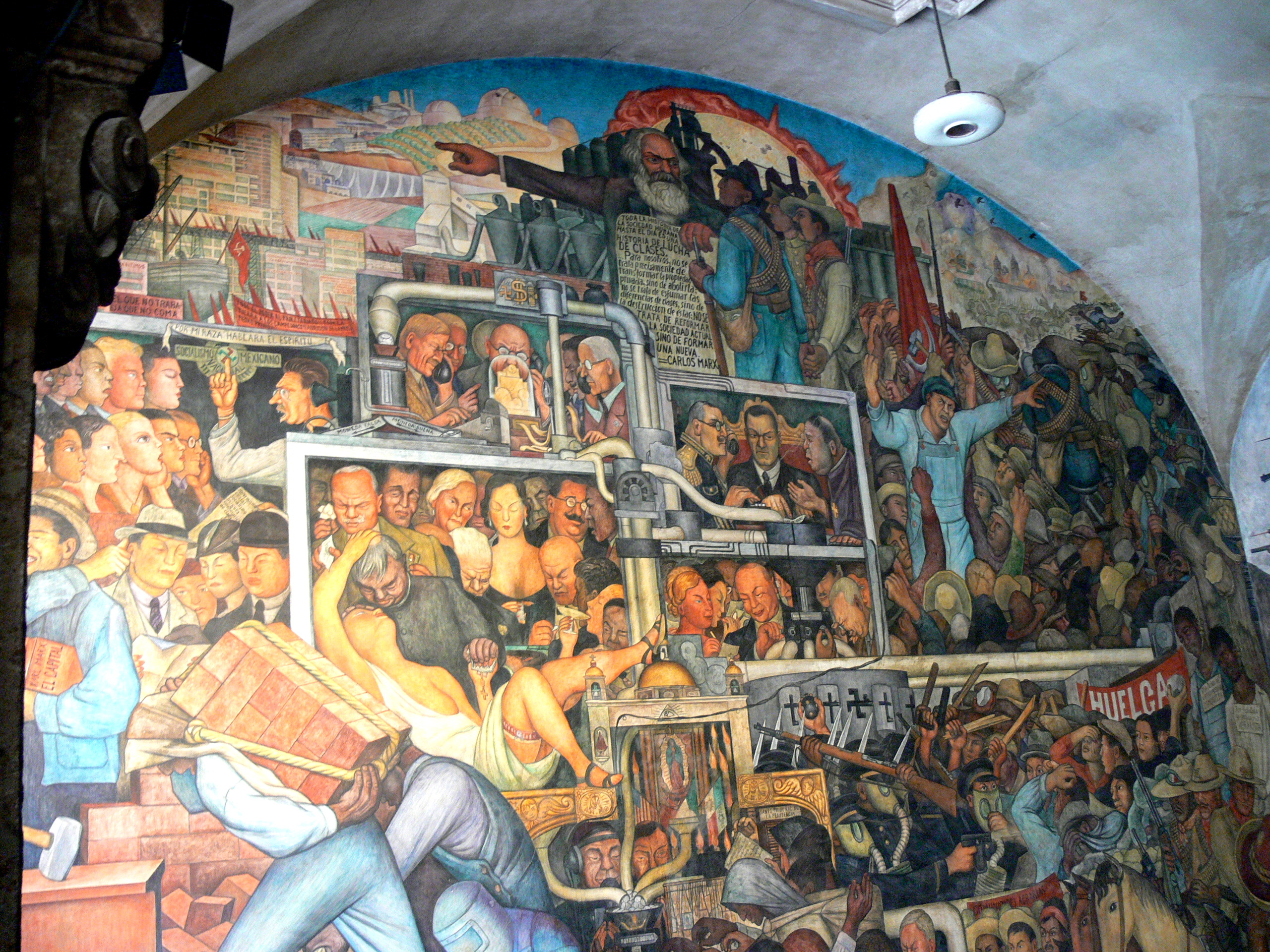
Detalhe de A História do México mostrando uma revolução traída no Palacio Nacional, Cidade do México

### Esculturas

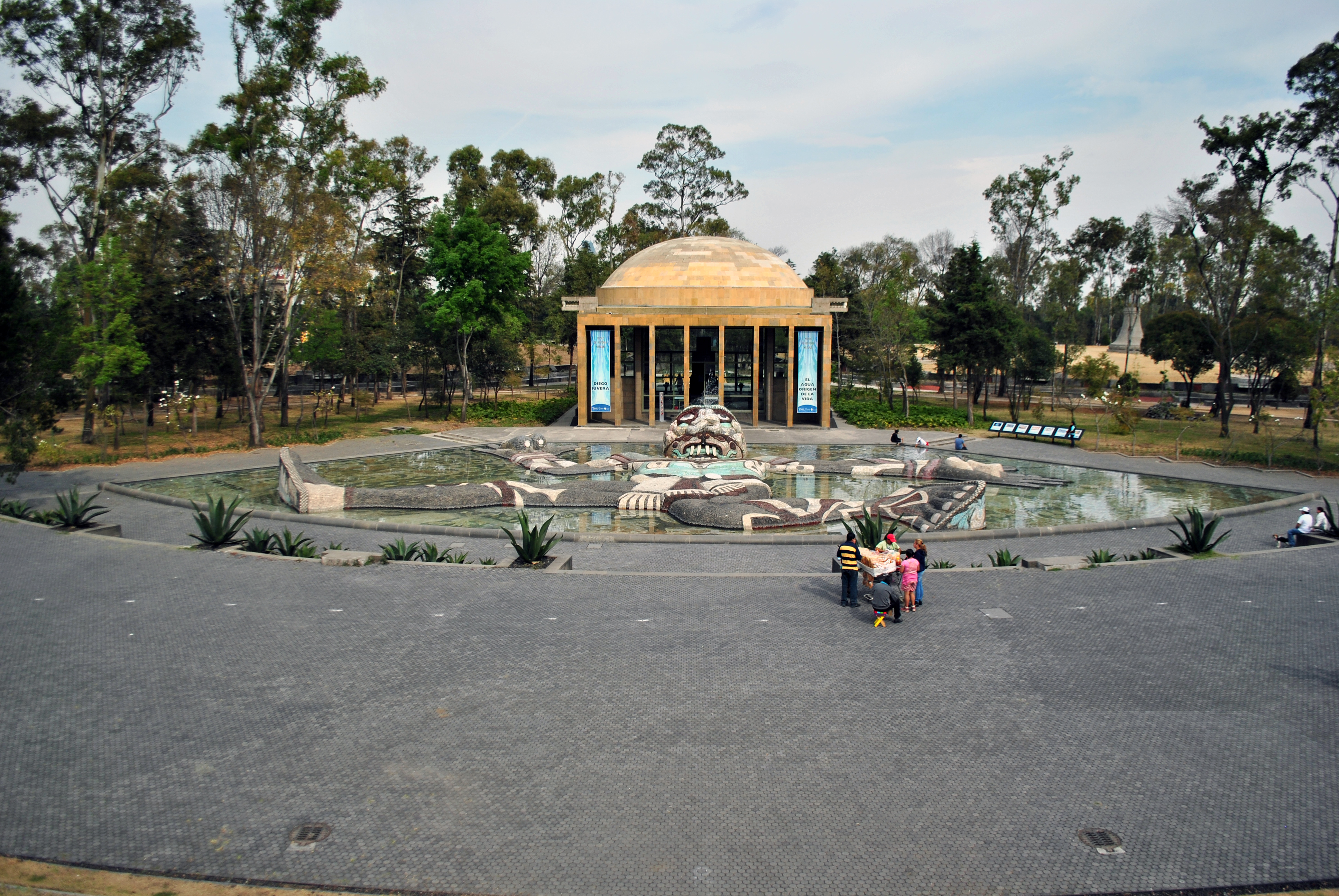
Fonte Tlaloc em Cárcamo de Dolores, Cidade do México (1951)
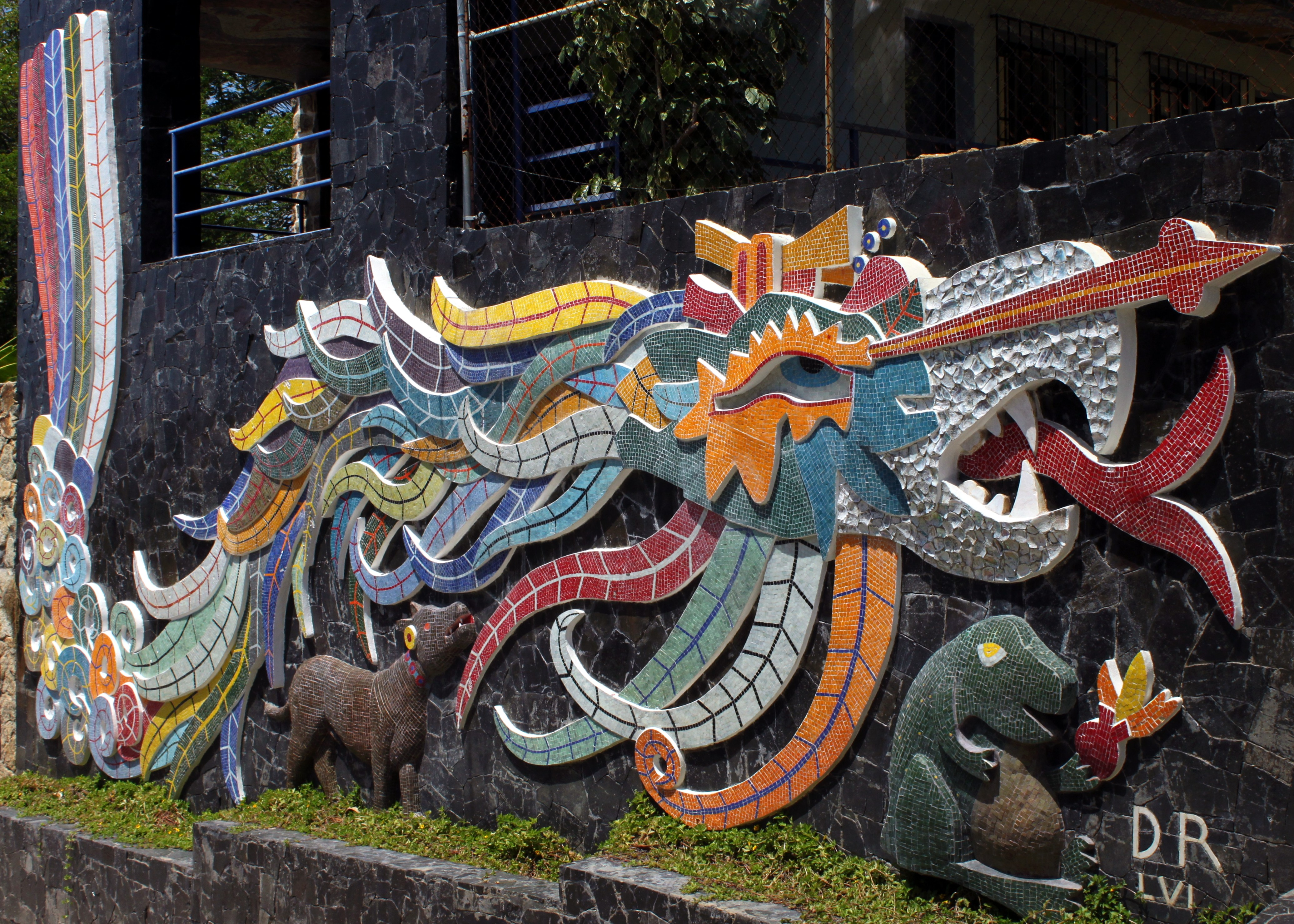
Mural 3D de Quetzalcóatl na Exekatlkalli (Casa de los Vientos) em Acapulco, Guerrero (1957)